# Edward John Dent
Edward John Dent (19. srpna 1790 Londýn — 8. března 1853 Londýn) byl Angličan, který se proslavil návrhy a konstrukcí přesných hodin a chronometrů.

## Patenty
E. J. Dent za svého života realizoval mnoho řešení jemné hodinové mechaniky, které si nechal patentovat. Například vlásek setrvačky, použití diamantu jako ložiska osiček, dvojité ozubení hodinového kola, plovoucí kompas (kompas uložený v tekutině), v roce 1846 samonatahovací hodinky a jiné.